# Pranas Kūris
Pranas Kūris (* 20. Dezember 1938 in Šeduva, Rajongemeinde Radviliškis) ist ein litauischer Jurist, Völkerrechtler,   Richter am Europäischen Gerichtshof, sowjetlitauischer Politiker, Justizminister und Richter am Obersten Gericht.

## Leben
1961  absolvierte  Kūris das Diplomstudium der Rechtswissenschaft an der Universität Vilnius. Nach der Aspirantur von 1963 bis 1965 wurde er an der Universität Moskau promoviert. 1973 habilitierte Pranas Kūris sich in Moskau. Später arbeitete er im diplomatischen Dienst, war Justizminister Litauens und an der Universität Vilnius Inhaber des Lehrstuhls für vergleichendes und Völkerrecht, Mitglied der Litauischen Akademie der Wissenschaften sowie Dekan der Fakultät für Rechtswissenschaften. 1992–1994 war er Botschafter der Republik Litauen für Belgien, Luxemburg und die Niederlande. Von Dezember 1994 bis Oktober 1998 bekleidete er das Amt eines Richters am Obersten Gerichtshof Litauens und des Präsidenten dieses Gerichtshofes. Vom 11. Mai 2004 bis 2013 war er Richter am Europäischen Gerichtshof (bis 2004 war er Richter am Europäischen Gerichtshof für Menschenrechte).
Kūris ist Verfasser von etwa 200 Veröffentlichungen.
Sein Sohn ist Egidijus Kūris (* 1961),  Verfassungsrechtler, Richter am Europäischen Gerichtshof für Menschenrechte, Professor, ehemaliger Präsident am Verfassungsgericht.